# Partito dei Cristiani
Il Partito dei Cristiani (in lituano: Krikščionių partija - KP) è stato un partito politico lituano di orientamento cristiano-democratico nato nel 2010 dalla confluenza di due distinti soggetti politici:
- l'Unione Sociale dei Conservatori Cristiani (Krikščionių Konservatorių Socialinė Sąjunga - KKSS), costituitasi nel 2000 in seguito ad una scissione dall'Unione della Patria;
- il Partito della Democrazia Cristiana di Lituania (Lietuvos Krikščioniškosios Demokratijos Partija - LKDP), fondata nel 2001 dalla componente del Partito dei Democratici Cristiani di Lituania contraria alla confluenza nei Democratici Cristiani di Lituania.

Nel 2013 confluì nel Partito del Lavoro.

## Storia
Il partito si costituì il 23 gennaio 2010 e l'11 febbraio successivo dette vita ad un gruppo parlamentare autonomo: ad esso presero parte i deputati del Partito di Rinascita Nazionale che non intendevano aderire all'Unione dei Liberali e di Centro e due deputati centristi (l'uno proveniente dall'Unione della Patria e l'altro da Ordine e Giustizia).
Perse la propria rappresentanza all'esito delle elezioni parlamentari del 2012, in cui ottenne l'1,2% dei voti; nel 2013 confluì nel Partito del Lavoro.
Era guidato dall'ex Primo ministro Gediminas Vagnorius.

## Risultati elettorali
| Elezione          | Voti   | %    | Seggi   |
| ----------------- | ------ | ---- | ------- |
| Parlamentari 2012 | 16.494 | 1,26 | 0 / 140 |